# Cangur gris occidental

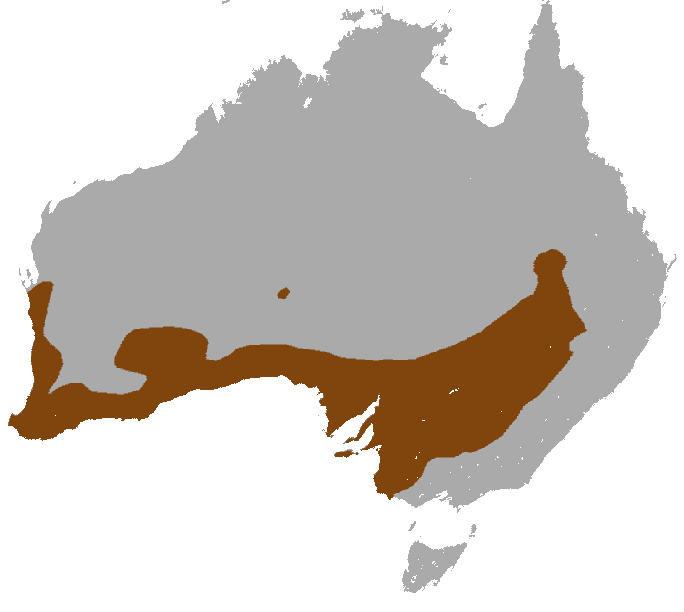
Distribució de cangur gris occidental

El cangur gris occidental (Macropus fuliginosus) és un macròpode molt gros i molt comú, que viu a gairebé tota la part meridional d'Austràlia, des del sud de la badia Shark fins a la costa d'Austràlia Meridional, l'oest de Victòria i la totalitat de la conca del Murray-Darling a Nova Gal·les del Sud i Queensland. La subespècie de Kangaroo Island (Austràlia Meridional) és coneguda com el cangur de Kangaroo Island.